# My Happy Ending
My Happy Ending (englisch für „Mein glückliches Ende“) ist ein Lied der französisch-kanadischen Sängerin Avril Lavigne aus dem Jahr 2004. Das Lied wurde am 7. Juli 2004, nach Don't Tell Me, als zweite Single aus Lavignes zweitem Studioalbum Under My Skin veröffentlicht.

## Musikvideo
Das Musikvideo zu My Happy Ending wurde von MTV und Grammy-Gewinner Meiert Avis geschrieben und inszeniert. Es wurde unter der Regie von Meiert Avis in Bushwick, Brooklyn und Harlem, New York City gedreht und verzeichnet auf YouTube 248 Millionen Aufrufe.
Das Video beginnt mit Lavigne, die eine Straße entlangläuft und in ein Kino eintritt, wo sie den Film als eine Montage ihrer Erinnerungen an eine bestimmte Beziehung findet, die sie hatte. Zuerst sind die Erinnerungen (in voller Farbe) glücklich und zeigen Lavigne im Park mit ihrem Freund, als er ihr eine Blume reicht und sie zusammen lachen. Sie werden auch gezeigt während sie in einem Waschsalon herumalbern. Lavigne singt „So much for my happy ending“ (so viel zu meinem Happy End), und die Erinnerungen verlieren an Farbe. Lavigne und ihr Freund liegen zusammen im Bett, als sie ihn ansieht und er (offensichtlich von einer Meinungsverschiedenheit betroffen) wegstarrt.
Die Beziehung kulminiert während der Bridge des Liedes in einem Lebensmittelgeschäft, wo ihr Freund sie verärgert und darauf besteht, dass er mit ihr spricht. Er packt sie und versucht sie in seine Umarmung zu ziehen. Voller Kraft dreht sie sich um und schubst ihn weg. Sie rennt aus dem Laden und die Straße runter (wie am Anfang des Videos), und zu einem Gitarrenladen, wo sie eine Gitarre ergreift und auf das Dach des Gebäudes geht, wo sie mit ihrer Band auftritt. Dort geht sie an ihrem unverständlichen Freund vorbei, ohne ihn anzusehen. Am Ende verlassen Lavigne und drei andere Mädchen, die im Restaurant anwesend waren, die Szenerie.
Lavigne sagte über das Video: "Es geht um eine Beziehung, die nicht klappt, und sich von all den Erinnerungen zu verabschieden und all dem Zeug." Auf die Frage, ob das Video zu "My Happy Ending" tatsächlich ein Happy End enthält, sagte Lavigne: "Ich weiß nicht, ob das Video ein Happy End hat. Es hängt irgendwie davon ab, wie man es betrachtet. Eine Hinsicht ist, weil ich und "der Typ" in dem Video nicht mehr zusammen sind, und ich denke, das ist eine bessere Sache. "

## Verwendung in Medien
"My Happy Ending" wurde für den Film Girls United – Alles oder Nichts verwendet.
Das Lied wurde in einer Episode von CSI: Vegas (25. November 2004), in einer Episode von Smallville (6. Oktober 2004) und in einer Folge von Gilmore Girls verwendet. Das Lied erschien auch in Videospielen und wurde in drei großen Karaoke-Serien vorgestellt: Lips, SingStar und Karaoke Revolution.
Lavigne sang das Lied während der Abschlusszeremonie bei den Olympischen Winterspielen 2010.

## Rezeption

### Rezensionen
„My Happy Ending“ erhielt im Allgemeinen positive Kritiken. David Browne von der Zeitschrift Entertainment Weekly kommentierte: „Lavigne selbst klingt mehr belastet, der „Sk8er Boi“ des ersten Albums hat sich als selbstsüchtiger, fieser Typ entpuppt, der sie wie Mist behandelt.“
AllMusic hob den Song als „Track Pick“ in einer Rezension des Albums „Under My Skin“ hervor. PopMatters meinte: „Die zweite Single „My Happy Ending“ leidet unter einer deutlichen Ähnlichkeit zu einigen kürzlichen Hits, insbesondere Michelle Branchs „Everywhere“ und Vanessa Carltons „A Thousand Miles.“ Die kitzelige gute Laune von „Sk8er Boi“ wurde durch das sardonische Bedauern von „My Happy Ending“ subsumiert.“

### Preise
- 2004: Imperio Music Awards – Musikvideo des Jahres
- 2005: MTV Video Music Awards Japan – Bestes Weibliches Musikvideo
- 2006: BMI Awards – Bester Pop-Song

## Kommerzieller Erfolg

### Chartplatzierungen
| ChartsChartplatzierungen       | Höchstplatzierung | Wochen |
| ------------------------------ | ----------------- | ------ |
| Deutschland (GfK)              | 17 (16 Wo.)       | 16     |
| Frankreich (SNEP)              | 39 (14 Wo.)       | 14     |
| Kanada (MC)                    | 11 (11 Wo.)       | 11     |
| Österreich (Ö3)                | 8 (25 Wo.)        | 25     |
| Schweiz (IFPI)                 | 23 (15 Wo.)       | 15     |
| Vereinigte Staaten (Billboard) | 9 (25 Wo.)        | 25     |
| Vereinigtes Königreich (OCC)   | 5 (9 Wo.)         | 9      |

| ChartsJahrescharts (2004)      | Platzierung |
| ------------------------------ | ----------- |
| Deutschland (GfK)              | 96          |
| Österreich (Ö3)                | 45          |
| Vereinigte Staaten (Billboard) | 54          |

### Auszeichnungen für Musikverkäufe
| Land/Region                  | Auszeichnungen für Musikverkäufe (Land/Region, Auszeichnung, Verkäufe) | Verkäufe  |
| ---------------------------- | ---------------------------------------------------------------------- | --------- |
| Australien (ARIA)            | Gold                                                                   | 35.000    |
| Brasilien (PMB)              | Platin                                                                 | 60.000    |
| Kanada (MC)                  | Platin                                                                 | 80.000    |
| Neuseeland (RMNZ)            | Gold                                                                   | 15.000    |
| Vereinigte Staaten (RIAA)    | 2× Platin                                                              | 2.000.000 |
| Vereinigtes Königreich (BPI) | Gold                                                                   | 400.000   |
| Insgesamt                    | 3× Gold · 4× Platin ·                                                  | 2.590.000 |

Hauptartikel: Avril Lavigne/Auszeichnungen für Musikverkäufe